# Vila Pizzotti
Vila Pizzotti é um bairro da Zona Nordeste de São Paulo, situado no distrito de Vila Guilherme. É administrado pela Subprefeitura de Vila Maria-Vila Guilherme.